# Land van Israël

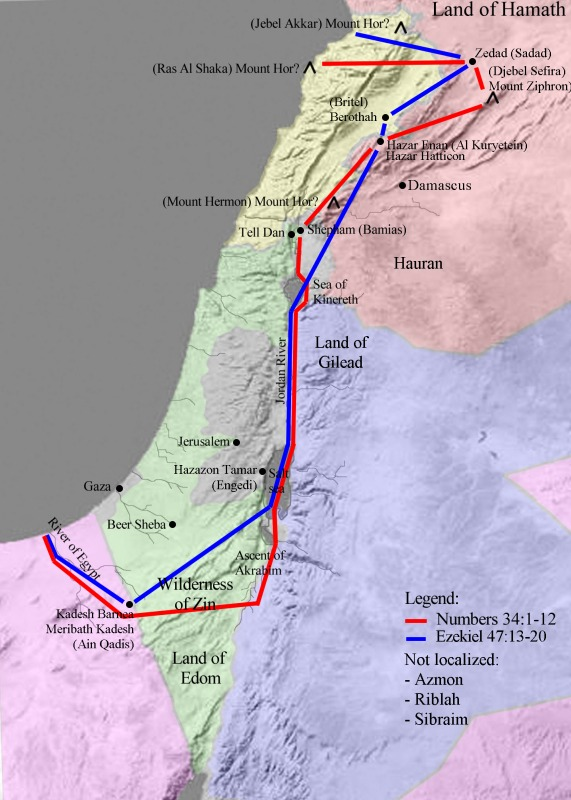
Begrenzing cf. Numeri en Ezechiël (eigen werk 2007)

Land (van) Israël (Hebreeuws: אֶ֫רֶץ יִשְׂרָאֵל, Eretz Yisrael) is een concept in de joodse traditie ten aanzien van een gebied/land in het oude Kanaän. Dit is gebaseerd op teksten uit de Hebreeuwse Bijbel, vooral die waarin God aan aartsvader Abraham een land voor zijn nakomelingen beloofde, het Beloofde land. Volgens de Bijbel zijn dit de Israëlieten, de nakomelingen van Abrahams kleinzoon Jakob, die later Israël genoemd werd.

## De betreffende teksten in de Hebreeuwse Bijbel
Volgens Genesis werd in een visioen aan Abram (later Abraham genoemd) door JHWH een land voor zijn nakomelingen beloofd. Hij verbleef toen "als vreemdeling in het land Kanaän".
Abraham kreeg twee zonen, Ismaël en Isaak; Isaak werd zijn erfgenaam. Isaaks zoon Jakob had bij zijn oversteek naar Kanaän een worsteling met een onbekend iemand, die hem de naam Israël gaf. Zijn nakomelingen waren de Israëlieten en zouden gaan wonen in het land dat God aan Abraham had beloofd. Mozes herhaalde deze belofte vlak voor de uittocht uit Egypte en tijdens de omzwervingen in de woestijn op de drempel van het Beloofde land. Na de dood van Mozes herhaalde God Zijn belofte aan Jozua en gaf Hij opdracht het Beloofde land te veroveren.
Na de Babylonische ballingschap zijn de visioenen van de profeet Ezechiël over wat God hem zou hebben gezegd opgeschreven, waaronder de grenzen van een land voor de Israëlieten, de verdeling ervan onder de stammen/afstammelingen van Israël (d.i.Jakob) en het eigen deel van de daarbinnen wonende vreemdelingen.

### Kritiek op de interpretatie en het gebruik van de teksten
Het gebied dat in de Bijbel wordt aangeduid als het Beloofde Land omvat niet het gebied dat gelijk is aan de moderne staat Israël. De stad Eilat in het zuiden van de staat Israël valt bijvoorbeeld buiten de grenzen van dit hier in de Bijbel beschreven land. Grote delen van het huidige Libanon zouden wel deel uitmaken van het in de Bijbel beschreven land.
De oudste overleveringen van de Bijbel zijn met grote waarschijnlijkheid pas vanaf de 8e eeuw v.Chr. opgeschreven en hebben in de eeuwen daarna nog verschillende redactionele bewerkingen ondergaan, met name na de Babylonische ballingschap. De opvatting en aanduiding als "Land van Israël" is daarom omstreden.
Het is onzeker wat in Genesis 15:18-21 met de "rivier van Egypte" (Nachal Mitzrayim) wordt aangeduid. Volgens veel interpretaties gaat het hierbij om de Wadi El-Arish in de Sinaïwoestijn, maar ook een inmiddels verdwenen oostelijke tak van de Nijl naar Pelusium, ongeveer op de plaats van het huidige Suezkanaal, wordt als mogelijkheid beschouwd. De discussie hierover is al eeuwen gaande.
Bovendien wordt deze beschrijving van 'het land' toegeschreven aan een profeet die in ballingschap in Babel leefde, en wiens visioenen zijn opgeschreven in het gelijknamige Bijbelboek.

### Joodse wetten en voorschriften in het 'land'
Om onderscheid te maken tussen het heilige Bijbelse land en de rest van de wereld, wilden rabbijnen enkele speciale voorschriften/wetten handhaven evenals ten aanzien van de kalender van de heilige dagen. Zo zijn er wetten krachtens de rabbijnen, die zich onderscheiden van de Mozaïsche wetten, zoals de landbouwwetten uit de Thora.
De wetten aangaande Palestina die na de ballingschap  werden uitgebreid, waren oorspronkelijk bedoeld om de gerechtelijke administratieve en economische belangen van Palestina te beschermen en vestiging aldaar aan te moedigen. Volgens de strikte uitleg van de wet van Mozes zouden de speciale wetten voor Palestina namelijk verouderd zijn.

## Politieke referenties

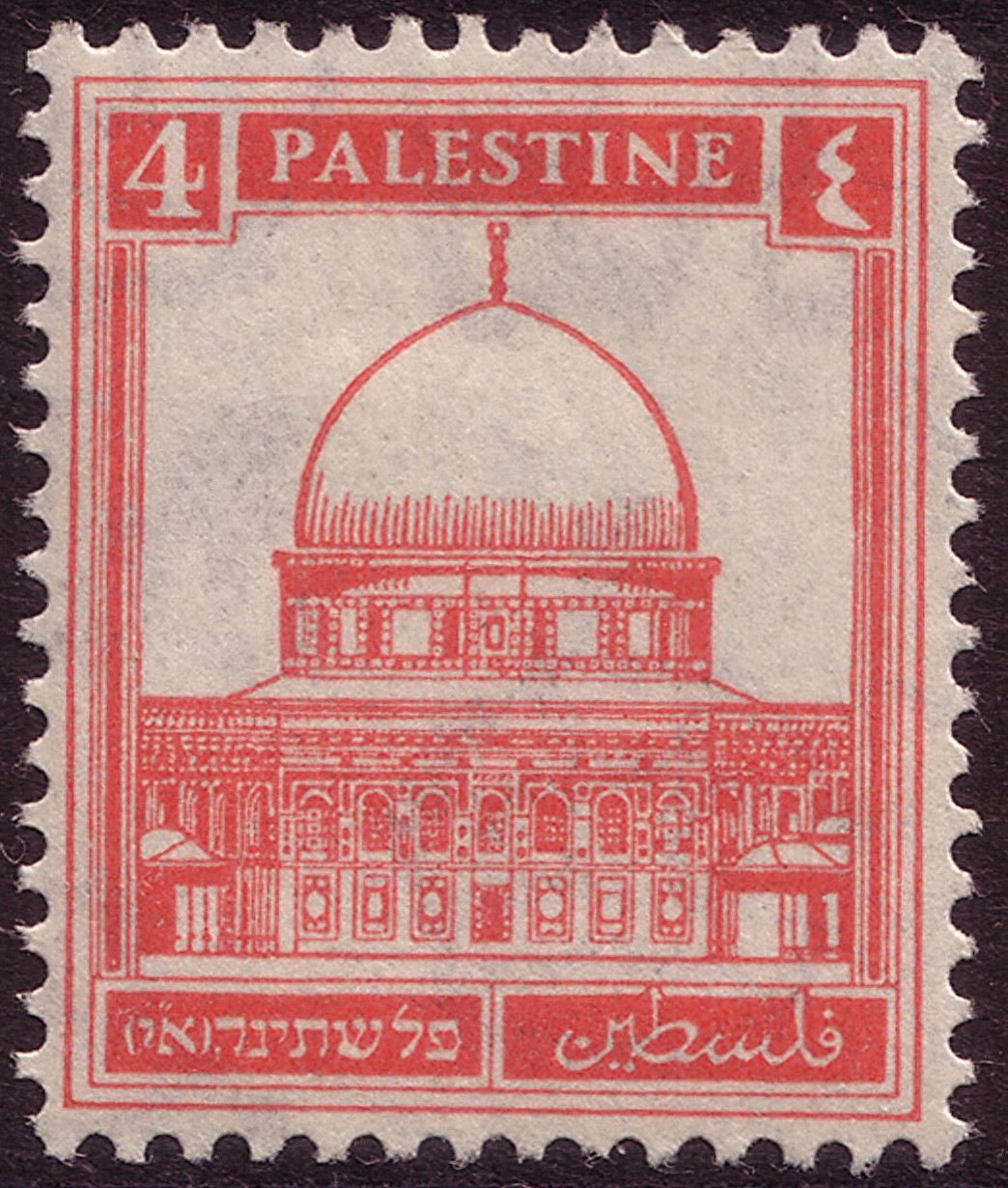
Postzegel in het Britse mandaatgebied Palestina, in gebruik tussen 1927-1947

Vanaf het eind van de 19e eeuw wordt de term door religieus zionistische joden en sommige evangelische christen-zionisten gebruikt in het kader van de stichting van het joodse nationale tehuis in het land van Israël in de regio Palestina.
Tijdens de periode van het Britse Mandaatgebied Palestina werd in Hebreeuwse publicaties de naam 'Eretz Yisrael' gebruikt als aanvulling op de naam Palestina: Palestina (פלשתינה) werd gevolgd door de eerste letters van Eretz Yisrael (א״י).

### Huidige staat Israël
De onafhankelijkheidsverklaring van de staat Israël begint met een verwijzing naar Eretz Yisrael. Na de onafhankelijkheid van Israël was de rabbinale revisionistisch-zionistische partij Cheroet de belangrijkste spreekbuis van de Israëli's die streefden naar grenzen overeenkomend met het Bijbelse 'Land van Israël'. en werd deze ideologie verder verspreid door rabbijnen, zoals Tzvi Yehuda Kook en Moshe Levinger, die na 1967 betrokken waren bij de stichting van Israëlische nederzettingen (met name in Hebron) op de bezette Palestijnse Westelijke Jordaanoever. Beiden waren ook leiders van Goesj Emoenim.

#### Goesj Emoenim
Na de Zesdaagse Oorlog van 1967 werd in 1974 de beweging Goesj Emoenim (Blok der Getrouwen) opgericht, een belangrijke woordvoerder van de Eretz Yisrael-gedachte binnen de Israëlische regering. Goesj Emoenim kwam voort uit een joods religieus zionistische beweging, verbond zich met de Land of Israël Movement (LIM) en stichtte vanaf 1967 Israëlische nederzettingen op de Westelijke Jordaanoever en in de Gazastrook. Sommige met toestemming van de Israëlische regering zoals Goesj Etsion, andere door illegale acties zoals Kiryat Arba. Zij beschouwden dit gebied als onderdeel uitmakend van het door God aan Abraham en zijn nakomelingen beloofde land. Eliezer Waldman, een prominente Goesj Emoenim-rabbijn die evenals Moshe Levinger ook betrokken was bij de stichting van de nederzetting in Hebron, had vele publieke functies en was in de jaren tachtig lid van de Knesset. Hoewel enkele prominente leden in het begin een vreedzame intentie hadden, ontstond na de Camp Davidakkoorden van 1978 vanuit Goesj Emoenim een ondergrondse beweging die verantwoordelijk was voor diverse aanslagen. Deze werd in 1984 door de Israëlische geheime dienst opgerold.

Uit de Goesj Emoenim beweging kwamen diverse organisaties voort, waaronder de Israëlische nederzettingen-organisatie Amana, die in 1977 door de Israëlische regering erkend is en grote invloed heeft binnen de Likoed.

#### Bijbelse namen
Een belangrijke strategie van zionistisch-fundamentalisme is het gebruik van oude Bijbelse namen voor Palestijnse gebieden en plaatsen: zoals de naam 'Judea en Samaria' voor de Westelijke Jordaanoever en de naam 'Sichem' voor Nablus en 'Bethel' voor Beit-el. In de directe nabijheid van Palestijnse plaatsen worden Israëlische nederzettingen met een oude Bijbelse naam gebouwd.

## Kritiek op dit concept
Volgens de Palestijnse historicus Nur Masalha is 'Eretz Yisrael' een religieus concept dat door zionisten omgevormd is tot een politiek dogma met de bedoeling om het exclusieve recht van Joden op het bezit van het land te benadrukken, waarbij de Arabische aanwezigheid niet in ogenschouw wordt genomen.
In hoeverre de Bijbel een historisch juiste weergave is, is onderwerp van historisch-kritische exegese. Dat geldt impliciet ook voor de historiciteit van het begrip Land van Israël.